# Habromyia langi
Habromyia langi är en tvåvingeart som beskrevs av Charles Howard Curran 1934. Habromyia langi ingår i släktet Habromyia och familjen blomflugor.
Artens utbredningsområde är Guyana. Inga underarter finns listade i Catalogue of Life.